# Empire Earth III
Empire Earth III è un videogioco di strategia in tempo reale per computer. È il seguito di Empire Earth e di Empire Earth II, in cui si può impersonare il comandante di una fazione a scelta e portarla dall'età della pietra sino alla guerra del futuro. È il primo gioco in assoluto a fare parte della collana Games for Windows.

## Modalità di gioco
Le fazioni, molto inferiori ai precedenti titoli, sono tre:
- L'Occidente produce unità costose, ma di qualità, sviluppando tecnologie avanzate e uso di robot HERC nel futuro;
- Il Medio Oriente è specializzato nella cavalleria e nella guerriglia e ha la possibilità di costruire edifici anche nei territori altrui;
- L'Oriente possiede unità poco costose, che però devono agire in gruppo per essere utili; nel futuro gli orientali sviluppano l'ingegneria genetica, e sono in grado di mettere in campo mostri devastanti.

Le modalità sono Schermaglia, in tempo reale, molto attiva e dinamica, e Dominio del Mondo, a turni. Nel Dominio del Mondo, i giocatori conquistano territori su territori, ricercano tecnologie e bonus e gestiscono le province conquistate. Le epoche sono solo cinque: Antichità, Medioevo, Coloniale, Moderna e Futura.
Il gioco presenta nuovi aspetti, quali le alleanze dissolubili o a tempo, ottenute tramite dono di risorse o unità, le tribù native, che possono essere assimilate aiutandole e la grafica elevatissima, sviluppata ottimamente in tutti i dettagli. Ironia della sorte, invece di rendere le unità più realistiche, la Mad Doc Software ha voluto portarsi a un look più "cartoonesco".

## Accoglienza
| Testata                            | Giudizio |
| ---------------------------------- | -------- |
| GameRankings (media al 30-04-2021) | 51%      |
| Game Revolution                    | D-       |
| GameSpot                           | 3.5/10   |
| GameSpy                            | 2/5      |
| IGN                                | 5.4/10   |

Il gioco ha avuto una scarsa accoglienza tra i critici, e detiene un indice del 51% su GameRankings. GameSpot lo ha votato 3.5 su 10 dichiarando: "il senso di gusto e umorismo dello sviluppatore si mostra anche nella grafica e nel sonoro... Empire Earth III è stato rimbambito al punto dell'irrilevanza." IGN lo ha votato 5.4 su 10 dichiarando: "le animazioni non sono delle migliori e le prestazioni lasciano molto a desiderare". GameSpy ha commentato: "bugs, combattimenti confusi, o un'IA debole sono cose con cui i fan degli strategici non dovrebbero convivere." Game Revolution lo ha votato con una D-, dichiarando "Francamente, se il gioco non ti costringesse ad odiarlo, sarebbe perfettamente tollerabile, forse anche godibile." Dalla sua uscita, Mad Doc Software ha rimosso ogni nota di sviluppo del gioco dal suo sito. A partire dal 2017, l'indirizzo IP è in mano alla Rebellion Developments.